# Stand by Me (azienda)
Stand by Me è una società di produzione televisiva e multimediale indipendente con sede a Roma, la cui fondatrice è Simona Ercolani, anche CEO e Direttore Creativo. Dal 2015 la società sigla una partnership con Francesco Nespega e Giuliano Tranquilli. Si occupa della produzione di contenuti originali televisivi, destinati a emittenti, istituzioni e aziende.

## Storia
Nata nel gennaio del 2010 la Stand By Me si è specializzata nella creazione, produzione e adattamento di format di intrattenimento per reti televisive e media interattivi in Italia e all’estero. Con l’ingresso dei nuovi soci Francesco Nespega e Giuliano Tranquilli l’azienda ha iniziato a creare contenuti multimediali per aziende, istituzioni e ai loro brand, creando nel 2016 una business unit dedicata.
Tra i programmi televisivi prodotti e ideati da Stand By Me, sono da menzionare Sconosciuti, che ha raggiunto 6 stagioni, più di 300 episodi di messa in onda ed è stato seguito da oltre un milione di spettatori, Emozioni giunto alla sua 5ª edizione e l’adattamento italiano di 16 anni e incinta, arrivato alla 4ª stagione.
L'azienda ha anche adattato format internazionali, tra cui Nuovi Eroi, Apri e Vinci, Prima dell’Alba (Rai3, 2018), Il condannato - Cronaca di un sequestro (Rai3 2018), che ha vinto il premio Moige 2018, I Ragazzi del Bambino Gesù (Rai3, 2017), La vita è una figata, Alta Infedeltà e la serie televisiva per bambini Sara e Marti - #LaNostraStoria.
Nel 2019 Simona Ercolani, CEO e Direttore Creativo di Stand by me, è showrunner della serie Jams.
Nel 2020 il fondo Oaktree acquisisce la società e la integra in Asacha Media; quest'ultimo gruppo nel 2024 viene acquistato dalla Fremantle.

## Produzioni
- Crush - La storia di Stella (Rai Gulp, 2022)
- Una parola di troppo (Rai 2, 2021)
- Naked Attraction Italia (Discovery+, 2021)
- Una pezza di Lundini (Rai 2, 2020)
- È sempre mezzogiorno (Rai 1, 2020)
- Venti20: i venti anni del duemila (TV8, 2020)
- Io, una giudice popolare al Maxiprocesso - docufilm (Rai 1, 2020)
- Sara e Marti - Il film (2019)
- Nuovi Eroi (Rai3, 2019)
- Apri e vinci (Rai2, 2019)
- Jams (Rai Gulp, 2019)
- Dottori in Corsia – Ospedale Pediatrico Bambino Gesù (Rai 3, 2018)
- Prima dell’Alba (Rai 3, 2018-2019)
- L’Italia del Treno (History Channel, 2018)
- Sara e Marti (Disney Channel e Rai Gulp, 2018)
- Igor il Russo (Tv8, 2018)
- Non Disturbare (Rai 1, 2018)
- Iconic Woman (Fox Life, 2018)
- Love Me Gender (LaEffe, 2018)
- Le Verità Nascoste (Nat Geo, 2018)
- Love Dilemma (Real Time, 2018)
- Il Condannato – Cronaca di un sequestro (Rai 3, 2018)
- Ivan, lo zar della pallavolo (Italia 1, 2018)
- Lettori – i Libri di una Vita (LaEffe, dal 2016 al 2018)
- Ci vediamo in tribunale (Rai 2, dal 2017 al 2018 e LA7d, dal 2024)
- Senso comune (Rai 3, 2017)
- La vita è una figata (Rai 1, 2017)
- Gogglebox (Italia 1, dal 2016 al 2017)
- Italiani a tavola (Foodnetwork, 2017)
- Primo appuntamento (Real Time, 2017)
- I Ragazzi del Bambino Gesù (Rai3, 2017)
- Alta infedeltà (Nove, dal 2015 al 2017)
- 16 anni e incinta (MTV, dal 2013 al 2017)
- Lettori – i Libri di una Vita (LaEffe, 2016)
- Carta, una storia infinita (NatGeo, 2016)
- Viaggio nel cinema in 3D – Una storia vintage (Sky 3D, 2016)
- Cucciolito Show (Cartoonito, 2016)
- Grandi Discorsi della Storia (Rai Storia, 2016)
- Lost in Paramount (Paramount Channel, 2016)
- Un weekend con il nonno (Rai4, 2016)
- A letto con il nemico (Fox, 2016)
- Sangue del tuo sangue (Nove, 2016)
- That's my Country (Rai Italia 2016)
- Sconosciuti - La nostra personale ricerca della felicità (Rai 3, dal 2013 al 2016, LaEffe e TV2000 2016, LA7d, dal 2024)
- Emozioni (Rai 2, dal 2010 al 2016)
- Ho sposato un gigante (La5, dal 2015 al 2016)
- Coppie in attesa (Rai2, dal 2015 al 2016)
- Un viaggio da campioni (Italia1 e Italia2, 2015)
- Quelli degli anni ’80 (Nove, 2015)
- Quasi maturi - Selfie diario di tre liceali (Corriere.it, 2015)
- Sconosciuti speciale – La Nostra Personale Ricerca della Liberazione (Rai3, 2015)
- 24 ore per morire (Sky 2015)
- Il viaggio di Sammy (NatGeo, 2015)
- Alive – La forza della vita (Rete 4, dal 2013 al 2015)
- Motor Home (MTv, 2014)
- Dove stiamo andando – Percorsi e pensieri delle donne italiane (Corriere, 2014)
- Interferenze (Rai Storia, 2013 - 2014)
- Lo spettacolo dello sport (Rai1, 2014)
- 5 avversari per la meta: (DMAX, 2014)
- 15 per la meta (DMAX, 2014)
- Fino all’ultima meta (DMAX, 2014)
- Pausa pranzo (Fox Life, 2013)
- Nord sud ovest est (Italia 1, 2013)
- Radio Emilia 5.9 (MTV, 2013)
- iVarietà (Rai Storia, 2013)
- La scuola dei sogni (MTV, 2013)
- Icone (Rai 5, dal 2012 al 2013)
- E se domani (Rai 3, dal 2011 al 2013)
- Mafia Bunker (History Channel, 2013)
- Calciatori (MTV, dal 2012 al 2013)
- Cambio cane (Fox Life, 2012)
- Di casa in casa (Dove TV, 2012)
- Mammoni - Chi vuole sposare mio figlio? (Italia 1, 2012)
- Scusi, lei è favorevole o contrario? (Lei TV dal 2010 al 2011)
- Donne mortali (Real Time, 2010)
- La Banda della Magliana (History Channel, 2010)
- Travel & Trends (Dove TV, 2010)
- Il nostro generale (Rai 1, 2023)
- Marconi - L'uomo che ha connesso il mondo (Rai 1, 2024)